# Scuola franco-sassone
La scuola franco-sassone, talvolta chiamata anche franco-insulare, designa uno stile della miniatura carolingia comune negli scriptoria delle abbazie nei territori più settentrionali dell'Impero carolingio (attuali Belgio e nella Germania settentrionale) dal IX alla fine del X secolo. È caratterizzato dalla combinazione dello stile carolingio con elementi della miniatura insulare (irlandese e anglosassone). S'irradiò in tutto l'impero carolingio grazie alla produzione di manoscritti di lusso destinati all'aristocrazia franca e ai monasteri di tutta Europa. Questo stile continuò a lungo in questa regione fino al periodo romanico.
Prendendo a modello le opere iberno-sassoni dell'VIII secolo, la scuola franco-sassone propose uno stile di gusto decorativo "retrò" rispetto al classicismo riscoperto dai Carolingi. Anticipazioni di questa tendenza si ebbero nello scriptorium dell'abbazia di Saint-Amand con la cosiddetta Seconda Bibbia di Carlo il Calvo, risalente a circa l'870, nella quale si tornò alla decorazione aniconica, priva cioè delle piene pagine figurate, alle decorazioni angolari e alle grandi lettere capitali dalla geometria armoniosa e raffinata. Emersero in questo periodo nuovi scriptoria che ne diedero ulteriori esempi: le abbazie di Saint-Vaast ad Arras, di Saint-Omer e di Saint-Bertin. Da quest'ultima proviene il Salterio di Ludovico II il Germanico, scritto nel terzo o quarto decennio del IX secolo.

## Storiografia
Fu nel 1845 che Auguste de Bastard d'Estang usò per la prima volta il termine "scuola franco-sassone" nel suo libro Paintings and Ornaments of Manuscripts che pubblicò all'epoca. Questo termine è stato poi ripreso da Léopold Victor Delisle ed Eric Millar. Tuttavia, solo alla seconda metà del XX secolo l'origine geografica di questo stile fu localizzata con precisione da André Boutemy che nel 1949 la collocò presso l'Abbazia di Saint-Amand grazie ad un'analisi storica, liturgica e paleografica.

## Storia
Questa scuola d'arte libraria originò nell'Abbazia di Saint-Amand, nell'attuale comune di Saint-Amand-les-Eaux (attuale Alta Francia, presso il confine belga). Fondato nel 634 da Amando di Maastricht, missionario colombaniano con mandato del sovrano merovingio Clotario II di evangelizzare il nord del Regno franco, questo cenobio sperimentò una notevole influenza intellettuale sia durante il periodo merovingio sia nel successivo carolingio. Dopo la cristianizzazione delle coste settentrionali franco-tedesche ad opera dei monaci irlandesi, la regione fu interessata da una seconda ondata missionaria, questa volta di anglosassoni nell'VIII-IX secolo, in pieno periodo carolingio. Mentre in quegli anni in Irlanda e in Inghilterra l'arte libraria collassò a causa delle incursioni vichinghi, la committenza artistica franca beneficiò dell'afflusso di queste preziose maestranze. Lo scriptorium di Saint-Amand fu molto attivo dalla fine dell'VIII secolo e copie dei suoi manoscritti furono inviate in tutta Europa, soprattutto a Salisburgo ove fu vescovo un ex-abate del cenobio, Arn di Salisburgo (740-821), sodale di Alcuino di York, Intelligencija della Rinascita carolingia, che si portò appresso manoscritti dalla sua ex abbazia come modello per gli scriptoria della città. 
Fu soprattutto dal regno di Carlo il Calvo (840-877), in visita a Saint-Amand nell'847, che le fortune artistiche del monastero decollarono e si plasmò in via definitiva lo stile franco-sassone. La presenza di diversi grandi maestri come Milo e poi il suo allievo Ubaldo di Saint-Amand (850-930) non è senza dubbio estranea a questa influenza. Quest'ultimo è l'autore della dedica a Carlo il Calvo presente nella Seconda Bibbia di Carlo il Calvo (871-877 circa), una delle più belle Bibbie di questo scriptorium e la più rappresentativa di questo stile. Due tipi di manoscritti sono prodotti principalmente in loco: Evangeliari e Sacramentari.
Lo stile franco-sassone continuò anche dopo la fine dell'Impero carolingio. I manoscritti in questo stile furono realizzati alla fine del X secolo ed ancora alla metà dell'XI secolo: gli Evangeliari dell'Arsenale risalgono a questo periodo. Queste ultime opere segnano il passaggio alla miniatura romanica.

## Caratteristiche

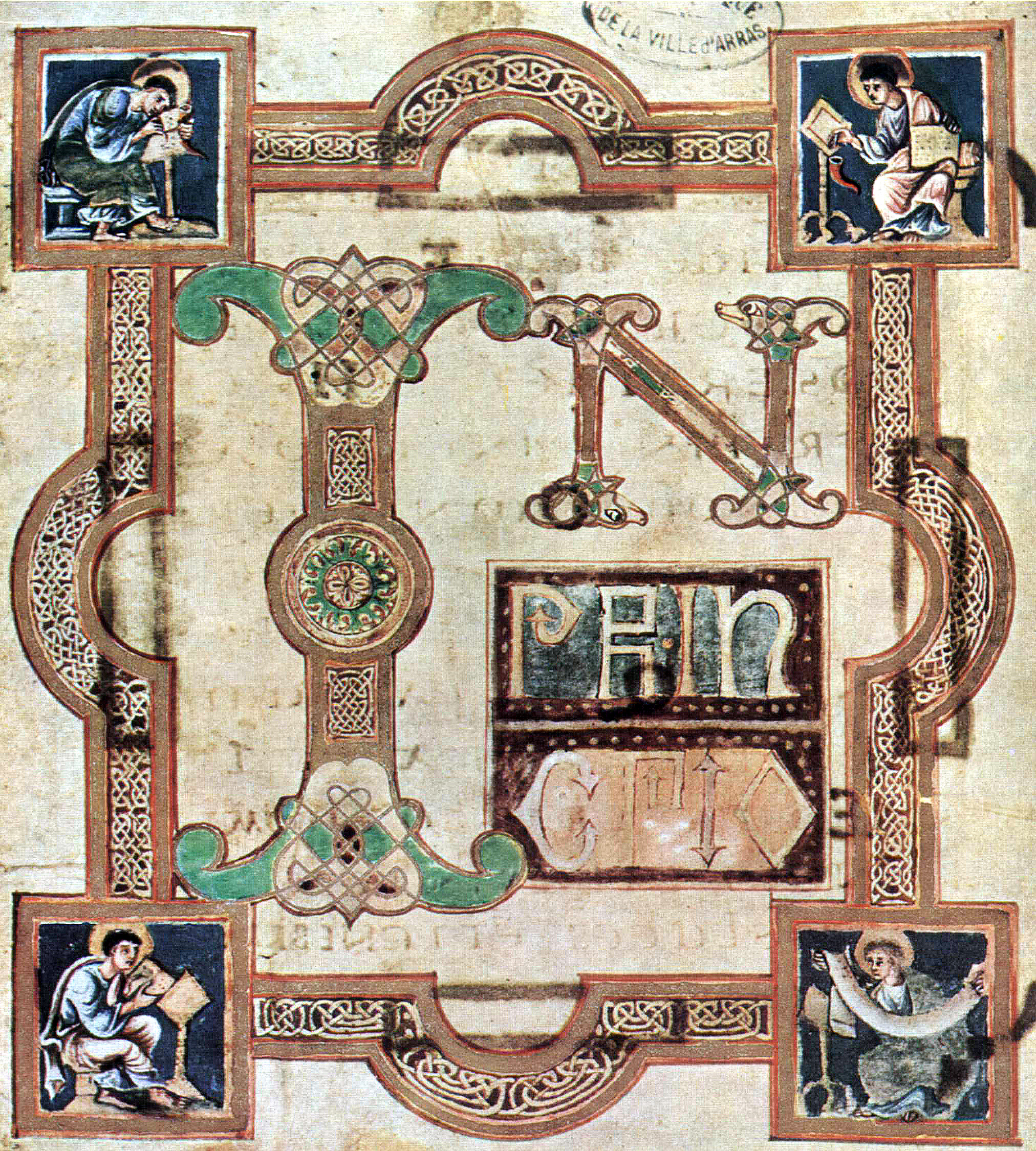
Evangeliario di Saint-Vaast, 850-875 circa.

Lo stile franco-sassone predilige ornamenti e rappresentazioni non figurative e l'uomo è molto raramente rappresentato. Le miniature sono così concentrate nelle capolettera e nelle cornici delle pagine. Si tratta in genere di forme geometriche e motivi zoomorfi molto spesso tratti dalla miniatura insulare iberno-sassone e particolarmente da intrecci, palmette e teste di animali. Come nelle coeve opere delle Isole britanniche, la calligrafia è spesso usata per enfatizzare il testo, con, ad esempio, grandi incipit che coprono intere pagine, c.d. "pagina tappeto". La differenza con l'arte insulare sta nell'uso della simmetria e nell'ordine che compone la pagina in modo razionale. Quando compaiono i personaggi, sono influenzati dalle vicine scuole di miniatura carolingia, come quella di Reims.

## I principaliscriptoriae i loro manoscritti
- Sono ancora conservati diversi manoscritti miniati prodotti a Saint-Amand: tra i Sacramentari, quello di Saint-Thierry di Reims,[10] Saint-Piat di Tournai,[11] St. Denis;[12] tra gli Evangeliari, quello di Francesco II,[13] di Noyon,[14] quelli della Chester Beatty Library[15] e di Colonia[16]
- L'Abbazia di Saint-Vaast ad Arras fu luogo di produzione del Vangelo di Saint-Vaast[17] intorno all'850-875 e del Vangelo della cattedrale di Praga[18]
- L'Abbazia di San Bertino: Salterio di Ludovico il Germanico (circa 850-875)[3]

### Bibliografiche
1. ↑  Kitzinger 2005, pp. 71-72.
2. ↑  Ciardi Dupré 1997.
3. 1 2  Mütherich e Gaehde 1979, pp. 66-67.
4. 1 2  Laffitte e Denoël 2007, p. 207.
5. ↑  Boutemy 1949a.
6. ↑  Boutemy 1949b.
7. ↑  Bibliothèque de l'Arsenal, Ms. 592
8. ↑  Laffitte e Denoël 2007, p. 209.
9. ↑  Laffitte e Denoël 2007, pp. 208-209.
10. ↑  BM Reims, Ms. 213
11. ↑  Bib. Saltykoff-Chchedrin, signora Lat. Qv I.41
12. ↑  BNF, Lat. 2290
13. ↑  BNF, Lat. 257
14. ↑  BNF Lat. 11956
15. ↑  Chester Beatty Library, Ms.9
16. ↑  Biblioteca della Cattedrale di Colonia, Ms. 14
17. ↑  biblioteca comunale di Arras, Ms. 1045
18. ↑  Biblioteca del capitolo, Cim. 2